# Ландау, Кристофер
Кристофер Ландау (англ. Christopher Landau; род. 13 ноября 1963 года) — американский юрист и дипломат, занимавший пост посла США в Мексике с 2019 по 2021 год. Он был назначен на эту должность президентом Дональдом Трампом.
В декабре 2024 года избранный президент Трамп назначил Ландау на должность заместителя государственного секретаря.

## Биография

### Ранняя жизнь и образование
Ландау родился в Мадриде, Испания, где его отец, Джордж Ландау (впоследствии посол США в Парагвае, Чили и Венесуэле), тогда служил в дипломатической службе. Его отец, еврей, родился в Вене и бежал в Южную Америку после нацистской аннексии Австрии в 1938 году. Ландау был воспитан католиком.
Ландау посещал Американскую школу в Асунсьоне, Парагвай, в течение пяти лет. Он свободно говорит на испанском языке, который выучил с детства.
Ландау окончил школу Гротон в Гротоне, штат Массачусетс, в 1981 году. Он получил степень бакалавра искусств по истории с отличием в Гарвардском колледже в 1985 году, где он был избран в общество Phi Beta Kappa на третьем курсе, получил сертификат по латиноамериканским исследованиям и получил премию Софии Фройнд за самый высокий средний балл в своем выпускном классе. Он написал свою выпускную работу, которая была удостоена премии Хупса, об отношениях Соединённых Штатов с левым правительством Венесуэлы в середине 1940-х годов. Он получил степень доктора права с отличием в Гарвардской школе права в 1989 году, где он был сопредседателем статей в Harvard Law Review и получил премию Сирса за самый высокий средний балл на втором курсе.
Ландау является родственником израильского скульптора Сигалит Ландау.

### Юридическая карьера
После окончания юридической школы Ландау работал клерком у тогдашнего судьи Кларенса Томаса из Апелляционного суда США по округу Колумбия. Позже он был клерком у судей Антонина Скалиа и Томаса из Верховного суда США в 1990 и 1991 годах соответственно. Во время первой должности клерка Ландау был со-клерком с Лоуренсом Лессигом; во время последней должности клерка он был со-клерком с Грегори Г. Катсасом, Грегори Э. Мэггсом и Стивеном Р. МакАллистером.
В 1993 году Ландау присоединился к Kirkland & Ellis в качестве ассоциированного лица, став партнером в 1995 году. Он был председателем апелляционной практики фирмы, пока не ушел через 25 лет, чтобы присоединиться к Quinn Emanuel Urquhart & Sullivan в 2018 году. Он вёл девять дел в Верховном суде США, в том числе два от имени Содружества Пуэрто-Рико, и вёл краткую и аргументированную апелляцию во всех апелляционных судах США.
С 1994 по 1995 год Ландау был внештатным профессором административного права в юридическом центре Джорджтаунского университета. В 2017 году главный судья Соединённых Штатов назначил его в Консультативный комитет по федеральным правилам апелляционной процедуры. Ландау был попечителем Исторического общества Верховного суда Соединённых Штатов и председателем Комитета программ общества. Он также был директором Фонда дипломатического центра, который поддерживает Дипломатический центр Соединённых Штатов в Государственном департаменте Соединённых Штатов.

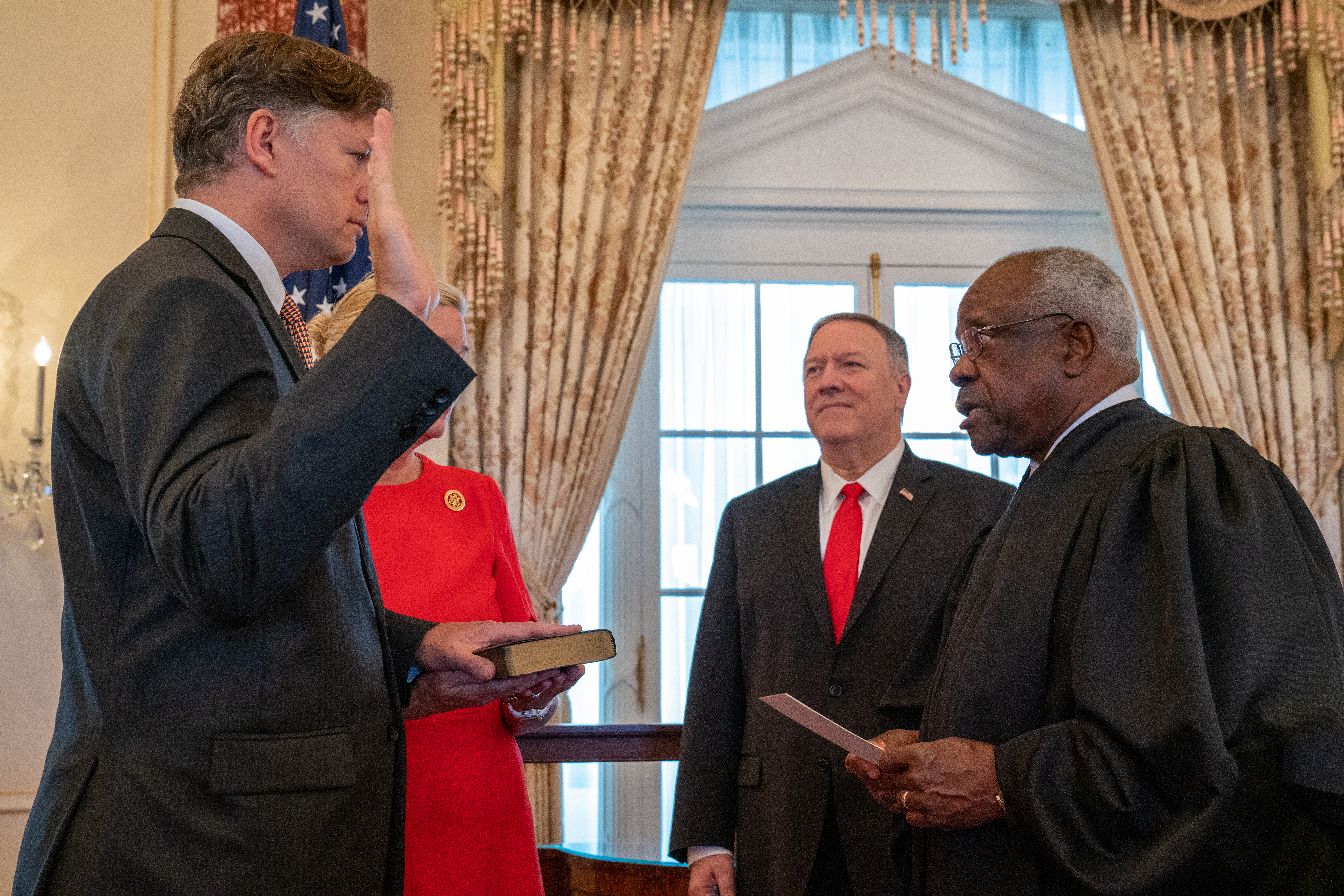
Ландау принял присягу у судьи Кларенса Томаса в качестве посла в Мексике, за процессом наблюдал госсекретарь Майкл Помпео

### Посол США в Мексике
26 марта 2019 года президент Дональд Трамп выдвинул Ландау на должность посла США в Мексике. 1 августа 2019 года Сенат единогласно утвердил его кандидатуру голосованием. Он был приведён к присяге 12 августа 2019 года, прибыл в Мексику 16 августа 2019 года и вручил свои верительные грамоты президенту Андресу Мануэлю Лопесу Обрадору 26 августа 2019 года. Будучи послом, Ландау сделал вопрос иммиграции главным политическим приоритетом.
9 сентября 2020 года президент Трамп добавил Ландау в список потенциальных кандидатов в Верховный суд США. После того, как Джо Байден сменил Трампа на посту президента, Ландау покинул свой пост посла в 2021 году и был заменен бывшим сенатором США от Колорадо Кеном Салазаром